# هاکین
هاکیِن (چینی ساده‌شده: 闽南语، چینی سنتی: 閩南語، پین‌یین: Fújiànhuà) گروهی از گوش‌های مین جنوبی است که در سراسر جنوب شرق چین، تایوان و جوامع دور از وطن چینی در مالزی، سنگاپور، اندونزی و فیلیپین در جنوب شرق آسیا و میان چینی‌های فرادریا در سرتاسر دنیا تکلم می‌شود. هاکین از جنوب فوجیان ریشه گرفته‌است.
هاکین به‌طور تاریخی به عنوان زبان میانجی در بین جوامع چینی جنوب شرق آسیا خارج از هر گویش و زیرگروه عمل کرده و امروزه پرگویش‌ترین گونهٔ چینی در منطقه، از جمله در سنگاپور، مالزی، اندونزی، فیلیپین و بخش‌هایی از هندوچین (به‌ویژه تایلند، ویتنام، لائوس و کامبوج) است.
زبان مالایی بتاوی که توسط پنج میلیون نفر درون و پیرامون جاکارتا، پایتخت اندونزی سخن گفته می‌شود، دارای وام‌واژگان بسیاری از هاکین است که این وضعیت به دلیل تأثیر بسیار اندونزیایی‌های چینی در این منطقه، که عمدتاً از ریشه و تبار هاکین هستند، می‌باشد.

## پراکندگی جغرافیایی
هاکین از مناطق جنوبی استان فوجیان ریشه گرفته‌است. این منطقه از ابتدا یک مرکز مهم برای تجارت و مهاجرت بود و از این رو هاکین به یکی از رایج‌ترین گونه‌های چینی در خارج از کشور تبدیل شده‌است. قطب عمده گونه‌های هاکین در خارج از فوجیان در تایوان است، جایی که مهاجرانی در دوره‌های مختلف از فوجیان به آنجا رفتند. گویش تایوانی بیشتر از گویش‌های کوانژویی و جانگجاوی ریشه گرفته‌است، اما از آن زمان به بعد، گویش آموی، که به گویش شیامن نیز معروف است، در حال تبدیل شدن به گویش معیار این زبان در سرزمین اصلی چین است.
هاکین‌زبان‌های بسیاری در میان چینی‌های فرادریا در جنوب شرق آسیا و ایالات متحده آمریکا وجود دارند. مردم هان بسیاری در طول تاریخ از مناطق هاکین‌زبان در جنوب فوجیان به برمه نو (میانمار امروزی)، ویتنام، اندونزی (هند شرقی هلند سابق) و مالزی و سنگاپور (مالایای بریتانیا و British Straits Settlements سابق) مهاجرت کردند و زبانشان را در این مناطق گستردند. این گویش‌ها به جز در وام‌واژه‌ها، بیشتر شبیه به گویش آموی و هاکین تایوانی هستند. طبق گزارش‌ها هاکین زبان ۸۰٪ مردم چینی در فیلیپین است.

## واج‌شناسی
هاکین یکی از بیشترین تعدادهای واج‌های موجود را در بین گونه‌های چینی دارد و شمار همخوان‌های آن از ماندارین معیار، کانتونی و شانگهایی نیز بیشتر است. واکه‌ها کمابیش شبیه ماندارین معیار هستند. گونه‌های هاکین تلفظ‌های بسیاری را حفظ کرده‌اند که دیگر در سایر گونه‌های چینی یافت نمی‌شوند.

### آغاز واژگان
مین جنوبی دارای واک‌های آغازین حلقی، غیرحلقی و صدادار است. برای مثال، واژه خوی (開؛ «باز») و کوی (關؛ «بسته») دارای واکه یکسان است و تفاوت در نحوه ادای آغازین و خیشومی‌شدگی واکه است. مین جنوبیهمچنین دارای همخوان‌های آغازین لبی همچون م در م-سی (毋是؛ «نیست») است.
مثال دیگری دائو-پو-کیا (查埔囝؛ «پسر») و چائو-بو-کیا (查某囝؛ «دختر») است که در هجای دوم در صداهای همخوان و در نواخت متفاوت هستند.
|                |                | لبی   | لثوی    | کامی | نرم‌کامی | چاکنایی |
| -------------- | -------------- | ----- | ------- | ---- | ------- | ------- |
| بی‌صدای انسدادی | کام            | p     | t       |      | k       | ʔ       |
| بی‌صدای انسدادی | حلقی           | pʰ    | tʰ      |      | kʰ      |         |
| صدادار انسدادی | دهانی یا کناری | b (m) | d~l (n) |      | ɡ (ŋ)   |         |
| صدادار انسدادی | (خیشومی)       | b (m) | d~l (n) |      | ɡ (ŋ)   |         |
| انسایشی        | کام            |       | ts      |      |         |         |
| انسایشی        | حلقی           |       | tsʰ     |      |         |         |
| انسایشی        | صدادار         |       | dz~l~ɡl |      |         |         |
| سایشی          | سایشی          |       | s       |      |         | h       |
| نیمه-وکه‌ها     | نیمه-وکه‌ها     | w     |         | j    |         |         |

### پایان واژگان
برخلاف ماندارین، هاکین تمام همخوان‌های پایانی متناظر با چینی میانه را حفظ کرده‌است. در حالی که ماندارین فقط n و ŋ را حفظ کرده‌است، مین جنوبی m , p، t و k را نیز حفظ کرده و توسعه داده‌است.
واکه‌های هاکین در زیر فهرست شده‌اند:
|              |              |       | دهانی | دهانی | دهانی | دهانی | دهانی | بینی | بینی | بینی | بینی | بینی | بینی | انسدادی | انسدادی | انسدادی | انسدادی |
| میانی        | میانی        | میانی | ∅     | e     | i     | o     | u     | ∅    | m    | n    | ŋ    | i    | u    | p       | t       | k       | ʔ       |
| ------------ | ------------ | ----- | ----- | ----- | ----- | ----- | ----- | ---- | ---- | ---- | ---- | ---- | ---- | ------- | ------- | ------- | ------- |
| هسته‌ای       | واکه         | a     | a     |       | ai    |       | au    | ã    | ãm   | ãn   | ãŋ   | ãĩ   | ãũ   | ap      | at      | ak      | aʔ      |
| هسته‌ای       | واکه         | i     | i     |       |       | io    | iu    | ĩ    | ĩm   | ĩn   | ĩŋ   |      | ĩũ   | ip      | it      | ik      | iʔ      |
| هسته‌ای       | واکه         | e     | e     |       |       |       |       | ẽ    |      |      | eŋ*  |      |      |         |         | ek*     | eʔ      |
| هسته‌ای       | واکه         | ə     | ə     |       |       |       |       |      | əm*  | ən*  | ə̃ŋ*  |      |      | əp*     | ət*     | ək*     | əʔ*     |
| هسته‌ای       | واکه         | o     | o     |       |       |       |       |      |      |      | oŋ*  |      |      |         | ot*     | ok*     | oʔ      |
| هسته‌ای       | واکه         | ɔ     | ɔ     |       |       |       |       | ɔ̃    | ɔm*  | ɔn*  | ɔ̃ŋ   |      |      | ɔp*     | ɔt*     | ɔk      | ɔʔ      |
| هسته‌ای       | واکه         | u     | u     | ue    | ui    |       |       |      |      | ũn   |      | ũĩ   |      |         | ut      |         | uʔ      |
| هسته‌ای       | واکه         | ɯ     | ɯ*    |       |       |       |       |      |      |      | ɯŋ   |      |      |         |         |         |         |
| واکه‌های مرکب | واکه‌های مرکب | ia    | ia    |       |       |       | iau   | ĩã   | ĩãm  | ĩãn  | ĩãŋ  |      | ĩãũ  | iap     | iat     | iak     | iaʔ     |
| واکه‌های مرکب | واکه‌های مرکب | iɔ    |       |       |       |       |       | ĩɔ̃*  |      |      | ĩɔ̃ŋ  |      |      |         |         | iɔk     |         |
| واکه‌های مرکب | واکه‌های مرکب | iə    | iə    |       |       |       |       |      | iəm* | iən* | iəŋ* |      |      | iəp*    | iət*    |         |         |
| واکه‌های مرکب | واکه‌های مرکب | ua    | ua    |       | uai   |       |       | ũã   |      | ũãn  | ũãŋ* | ũãĩ  |      |         | uat     |         | uaʔ     |
| سایر         | سایر         | ∅     |       |       |       |       |       |      | m̩    |      | ŋ̍    |      |      |         |         |         |         |

در جدول زیر برخی از تغییرهای واکه معمولی دیده می‌شود. نویسه‌هایی با همان واکه در پرانتز نشان داده می‌شوند.
| فارسی       | نویسه‌های چینی | لهجه                   | آوانگاری هاکین | IPA   | آوانگاری تئوچیو |
| ----------- | ------------- | ---------------------- | -------------- | ----- | --------------- |
| دو          | 二            | کوانژو، تایپه          | lī             | li˧   | jĭ (zi˧˥)       |
| دو          | 二            | شیامن، جانگجاو، تاینان | jī             | dʑi˧  | jĭ (zi˧˥)       |
| بیمار       | 病 (生)       | کوانژو، شیامن، تایپه   | pīⁿ            | pĩ˧   | pēⁿ (pẽ˩)       |
| بیمار       | 病 (生)       | جانگجاو، تاینان        | pēⁿ            | pẽ˧   | pēⁿ (pẽ˩)       |
| تخم مرغ     | 卵 (遠)       | کوانژو، شیامن، تایوان  | nn̄g            | nŋ˧   | nn̆g (nŋ˧˥)      |
| تخم مرغ     | 卵 (遠)       | جانگجاو                | nūi            | nui˧  | nn̆g (nŋ˧˥)      |
| چوب غذاخوری | 箸 (豬)       | کوانژو                 | tīr            | tɯ˧   | tēu (tɤ˩)       |
| چوب غذاخوری | 箸 (豬)       | شیامن، تایپه           | tū             | tu˧   | tēu (tɤ˩)       |
| چوب غذاخوری | 箸 (豬)       | جانگجاو، تاینان        | tī             | ti˧   | tēu (tɤ˩)       |
| کفش         | 鞋 (街)       |                        |                |       |                 |
| کفش         | 鞋 (街)       | کوانژو، شیامن، تایپه   | oê             | ue˧˥  | ôi              |
| کفش         | 鞋 (街)       | جانگجاو، تاینان        | ê              | e˧˥   | ôi              |
| چرم         | 皮 (未)       | کوانژو                 | phêr           | pʰə˨˩ | phuê (pʰue˩)    |
| چرم         | 皮 (未)       | شیامن، تایپه           | phê            | pʰe˨˩ | phuê (pʰue˩)    |
| چرم         | 皮 (未)       | جانگجاو، تاینان        | phôe           | pʰue˧ | phuê (pʰue˩)    |
| مرغ         | 雞 (細)       | کوانژو، شیامن، تایپه   | koe            | kue˥  | koi             |
| مرغ         | 雞 (細)       | جانگجاو، تاینان        | ke             | ke˥   | koi             |
| مو          | 毛 (兩)       | کوانژو، تایوان، شیامن  | mn̂g            | mŋ    | mo              |
| مو          | 毛 (兩)       | جانگجاو، تایوان        | mo͘             | mɔ̃    | mo              |
| بازگشت      | 還            | کوانژو                 | hoan           | huaⁿ  | huêng           |
| بازگشت      | 還            | شیامن                  | hâiⁿ           | hãɪ˨˦ | huêng           |
| بازگشت      | 還            | جانگجاو، تایوان        | hêng           | hîŋ   | huêng           |
| سخن         | 話 (花)       | کوانژو، تایوان         | oe             | ue    |                 |
| سخن         | 話 (花)       | جانگجاو                | oa             | ua    |                 |

### نواخت‌ها
عموماً هاکین ۵ تا ۸ نواخت واجی دارد. چهار نواخت می‌توانند به صورت /v́ v̀ v̂ v̄/ معرفی شوند. با توجه به سیستم سنتی چینی، اگر دو نواخت ورودی اضافی نیز به‌شمار رود، ۷ تا ۹ نواخت در این زبان وجود دارد. تفاوت‌های کمی بین سامانه‌های نواختی کوانژو و جانگجاو وجود دارد. نواخت‌های تایوانی بسته به منطقه از الگوهای آموی یا کوانژو پیروی می‌کنند. بسیاری از گویش‌ها دارای صدای واجی اضافی هستند («نواخت ۹» مطابق با حساب سنتی) که فقط در وام‌واژه‌ها یا خارجی استفاده می‌شود.
| نواخت‌ها     | نواخت‌ها         | 平      | 平      | 上      | 上   | 去      | 去      | 入      | 入      |
| نواخت‌ها     | نواخت‌ها         | 陰平    | 陽平    | 陰上    | 陽上 | 陰去    | 陽去    | 陰入    | 陽入    |
| شماره نواخت | شماره نواخت     | ۱       | ۵       | ۲       | ۶    | ۳       | ۷       | ۴       | ۸       |
| 調值        | شیامن، فوجیان   | ۴۴      | ۲۴      | ۵۳      | -    | ۲۱      | ۲۲      | ۳۲      | ۴       |
| 調值        | شیامن، فوجیان   | 東 taŋ1 | 銅 taŋ5 | 董 taŋ2 | -    | 凍 taŋ3 | 動 taŋ7 | 觸 tak4 | 逐 tak8 |
| 調值        | تایپه، تایوان   | ۴۴      | ۲۴      | ۵۳      | -    | ۱۱      | ۳۳      | ۳۲      | ۴       |
| 調值        | تایپه، تایوان   |         | -       |         |      |         |         |         |         |
| 調值        | تاینان، تایوان  | ۴۴      | ۲۳      | ۴۱      | -    | ۲۱      | ۳۳      | ۳۲      | ۴۴      |
| 調值        | تاینان، تایوان  |         | -       |         |      |         |         |         |         |
| 調值        | جانگجاو، فوجیان | ۳۴      | ۱۳      | ۵۳      | -    | ۲۱      | ۲۲      | ۳۲      | ۱۲۱     |
| 調值        | جانگجاو، فوجیان |         | -       |         |      |         |         |         |         |
| 調值        | کوانژو، فوجیان  | ۳۳      | ۲۴      | ۵۵      | ۲۲   | ۴۱      | ۴۱      | ۵       | ۲۴      |
| 調值        | کوانژو، فوجیان  |         | -       |         |      |         |         |         |         |
| 調值        | پنانگ، مالزی    | ۳۳      | ۲۳      | ۴۴۵     | -    | ۲۱      | ۲۱      | ۳       | ۴       |
| 調值        | پنانگ، مالزی    |         | -       |         |      |         |         |         |         |

## سامانه‌های نوشتاری

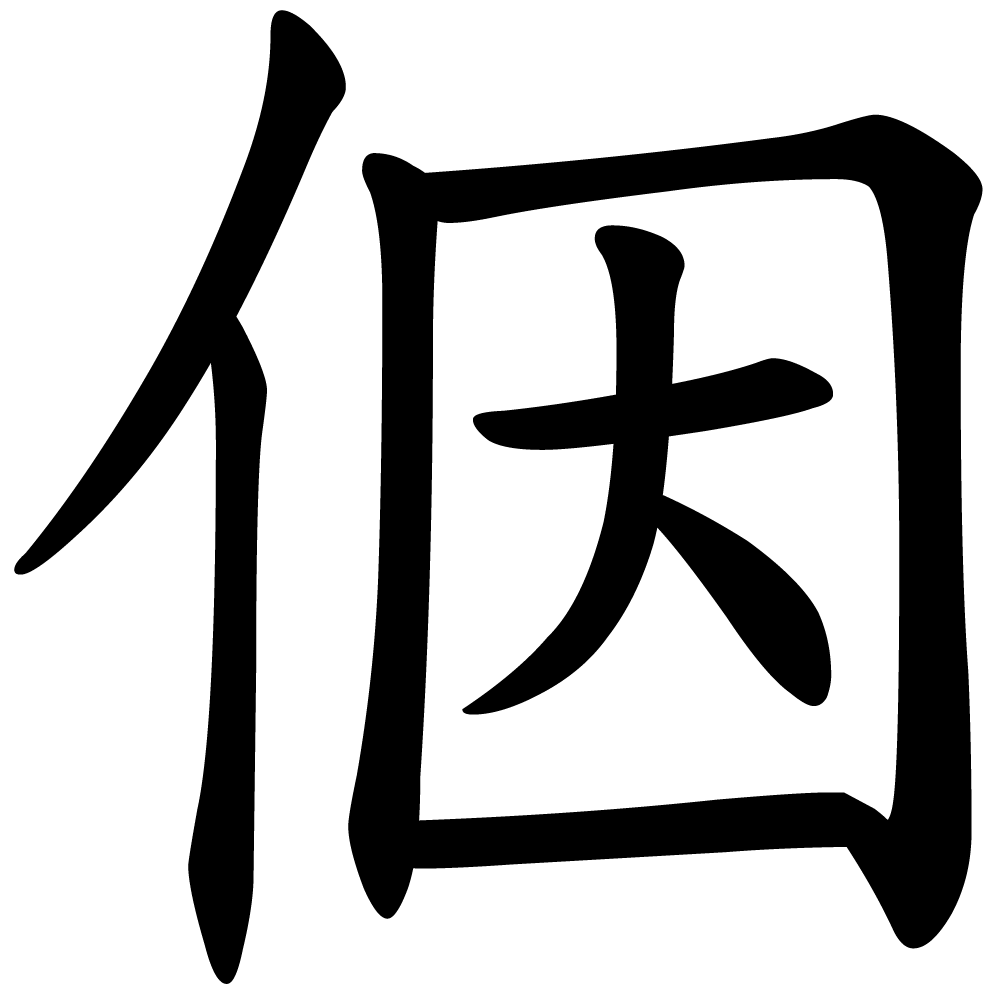
(در)، ضمیر شخصی «شما» در گویش‌های هوکین (مثلاً تایوانی، آموی) و غیره. اکنون به CJK Unified Ideographs Extension C در U+2A736 اضافه شده است

هاکین در اصل با نویسه‌های چینی (漢字, Hàn-jī) نوشته می‌شود. چینی نوشتاری با گونه‌های محلی و محاوره‌ای چینی همچون هاکین برخلاف گونهٔ ادبی چینی، سازگار نیست. علاوه بر این، برخی از نویسه‌های مورد استفاده برای ماندارین (چینی نوشتاری معیار) با کلمات هاکین مطابقت ندارند و بنابراین، شمار زیادی نویسهٔ غیررسمی (替字، thòe-jī؛ «نویسهٔ جایگزین») منحصراً در هاکین نوشتاری وجود دارند. به عنوان مثال، در حدود ۲۰ تا ۲۵٪ مفاهیم هاکین تایوانی فاقد نویسه‌های چینی مناسب یا استاندارد هستند.
هاکین، به ویژه هاکین تایوانی، گاه به خط لاتین نوشته می‌شود. رایج‌ترین گونهٔ لاتین Pe̍h-ōe-jī است که ابتدا توسط مبلغان مذهبی پرسبیترینیسم در چین ایجاد شد. این خط از اواخر قرن نوزدهم بیشتر به کار می‌رود. استفاده از یک خط مخلوط از نویسه‌های هان و حروف لاتین نیز اگرچه غیرمعمول است، دیده می‌شود. برای هاکین الفباهای لاتین دیگری نیز وجود دارند.